# زواریب
زواریب (به عربی: الزواریب) یک منطقهٔ مسکونی در لبنان است که در شهرستان عکار واقع شده‌است. زواریب ۱٬۰۰۰ نفر جمعیت دارد و ۲۰۰ متر بالاتر از سطح دریا واقع شده‌است.